# 5 000 mètres masculin aux Jeux olympiques d'été de 2004
Navigation
Sydney 2000 Pékin 2008
L'épreuve du 5 000 mètres masculin aux Jeux olympiques de 2004 s'est déroulée du 25 au 28 août 2004 au Stade olympique d'Athènes, en Grèce. Elle est remportée par le Marocain Hicham El Guerrouj.

## Résultats

### Finale
| Rang               | Athlète                   | Pays       | Temps          | Note |
| ------------------ | ------------------------- | ---------- | -------------- | ---- |
| Médaille d'or      | Hicham El Guerrouj        | Maroc      | 13 min 14 s 39 |      |
| Médaille d'argent  | Kenenisa Bekele           | Éthiopie   | 13 min 14 s 59 |      |
| Médaille de bronze | Eliud Kipchoge            | Kenya      | 13 min 15 s 10 |      |
| 4                  | Gebregziabher Gebremariam | Éthiopie   | 13 min 15 s 35 |      |
| 5                  | Dejene Berhanu            | Éthiopie   | 13 min 16 s 92 |      |
| 6                  | John Kibowen              | Kenya      | 13 min 18 s 24 |      |
| 7                  | Zersenay Tadese           | Érythrée   | 13 min 24 s 31 |      |
| 8                  | Craig Mottram             | Australie  | 13 min 25 s 70 |      |
| 9                  | Hicham Bellani            | Maroc      | 13 min 31 s 81 |      |
| 10                 | Ali Saidi Sief            | Algérie    | 13 min 32 s 57 |      |
| 11                 | Tim Broe                  | États-Unis | 13 min 33 s 06 |      |
| 12                 | Alistair Ian Cragg        | Irlande    | 13 min 43 s 06 |      |
| 13                 | Abderrahim Goumri         | Maroc      | 13 min 47 s 27 |      |
| 14                 | Samir Moussaoui           | Algérie    | 14 min 02 s 01 |      |
|                    | Abraham Chebii            | Kenya      | DNF            |      |

## Légende
Records et Performances
- AR : Record continental (area record)
- CR : Record des championnats (championship record)
- MR : Record du meeting (meet record)
- NR : Record national (national record)
- OR : Record olympique (olympic record)
- PR : Record paralympique (paralympic record)
- PB : Record personnel (personal best)
- SB : Meilleure performance personnelle de la saison (season's best)
- WL : Meilleure performance mondiale de l'année (world leader)
- WJR : Record du monde junior (world junior record)
- WR : Record du monde (world record)

Circonstances et Conditions
- DNF : N'a pas terminé (did not finish)
- DNS : N'a pas pris le départ (did not start)
- DQ : Disqualification (disqualification)
- NM : Aucun essai valable enregistré (No Mark)
- Q : Qualifié « directement » au prochain tour (ou à la prochaine compétition), lors d'une compétition majeure, grâce au classement ou à la réalisation des minima (automatic qualifier)
- q : Qualifié au prochain tour (ou à la prochaine compétition), lors d'une compétition majeure, grâce au repêchage ou à la réalisation de l'une des meilleures performances parmi celles des « non qualifiés directement » (grâce au meilleur temps ou à la meilleure distance par exemple) (secondary qualifier)